# Kuppelstange

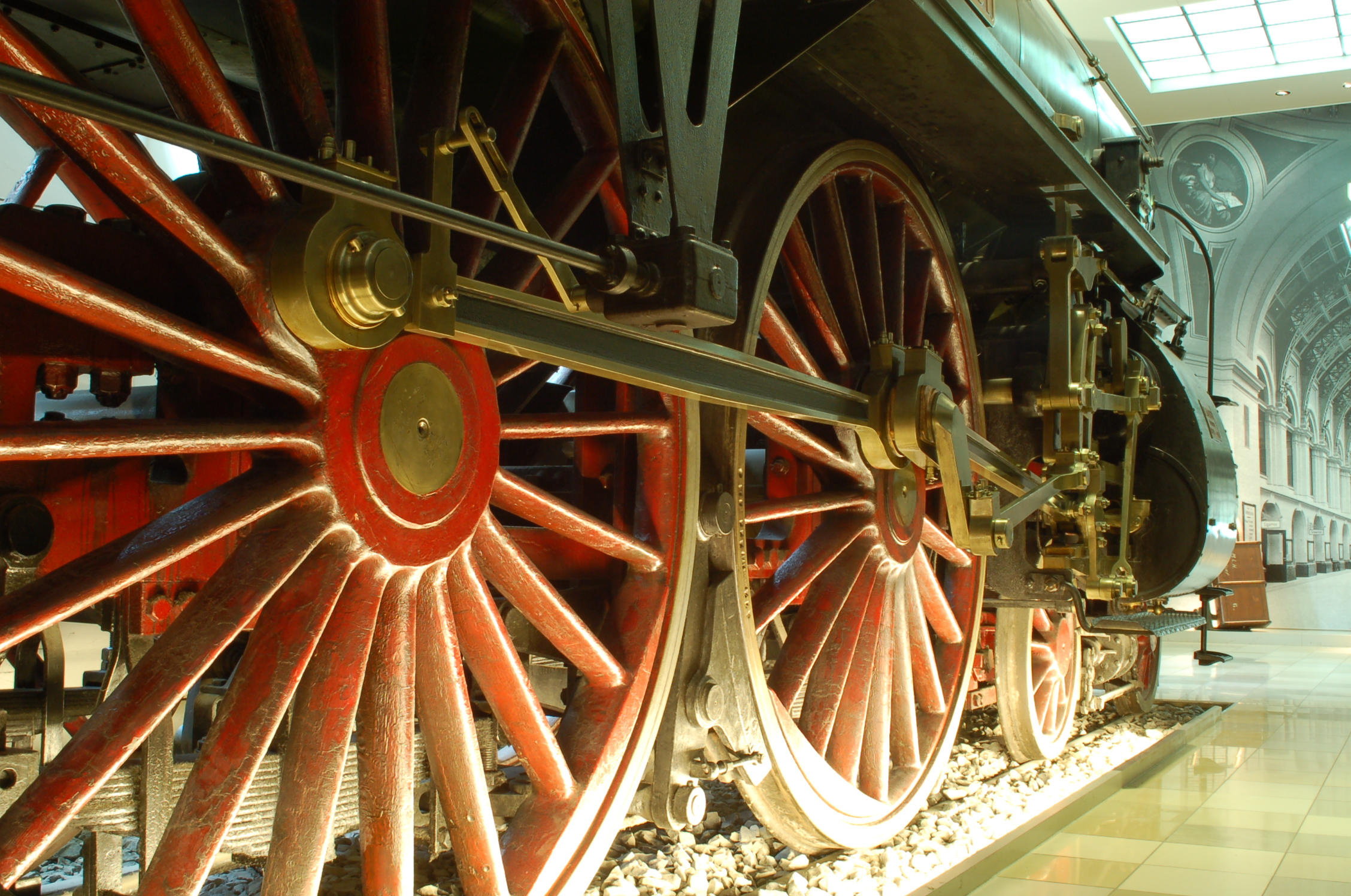
Kuppelstange (Bildmitte, schwarz ausgelegt) zwischen den beiden angetriebenen Radsätzen der Dampflok S 2/6

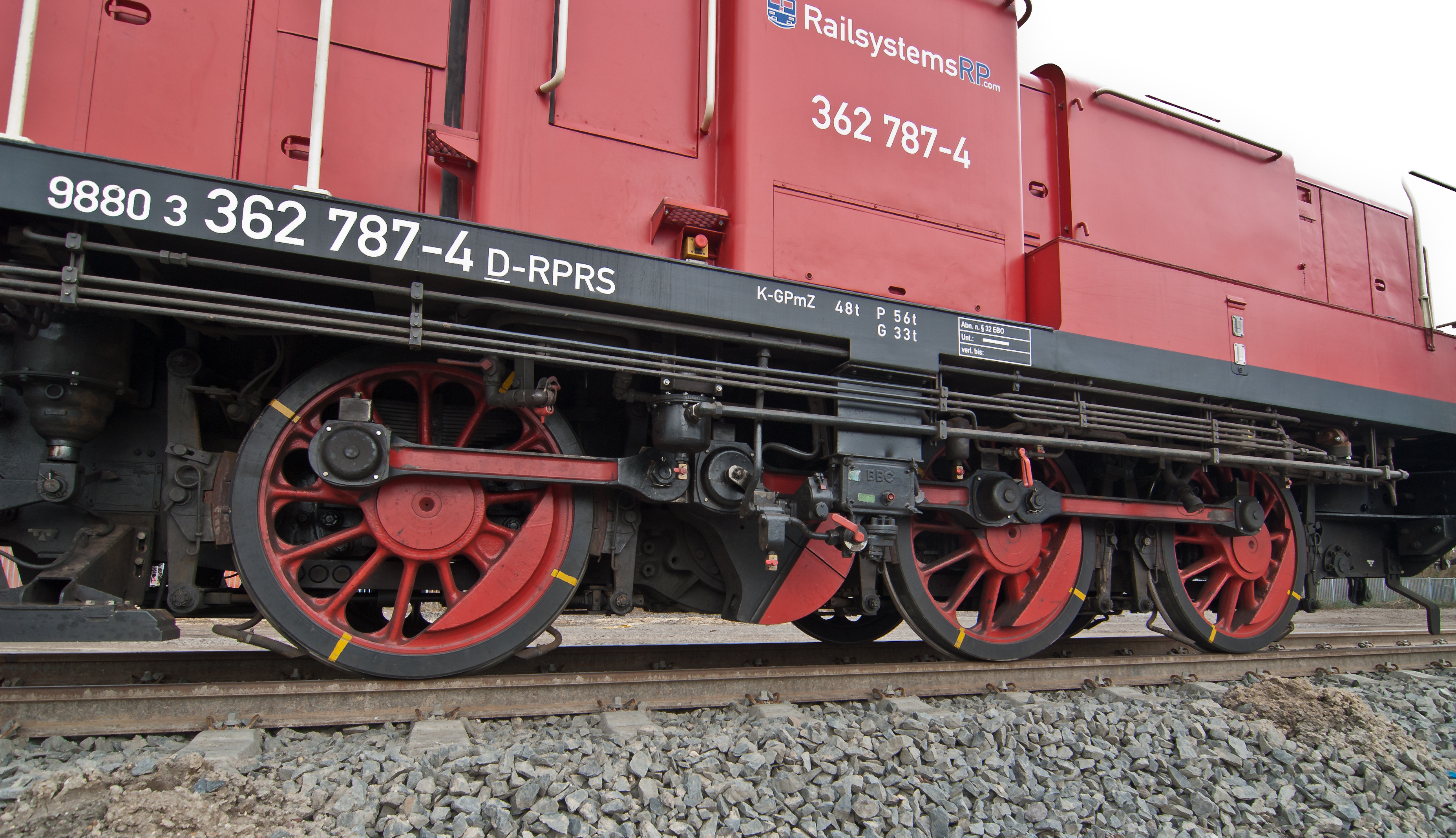
Laufwerk einer Rangier-Diesellok mit Kuppelstangen in Verbindung mit einer Blindwelle

Eine Kuppelstange ist ein Maschinenelement bei Schienenfahrzeugen, das mit Zug- oder  Druckkräften beansprucht werden kann.

## Antriebselement
Bei Triebfahrzeugen mit gemeinsamem Stangenantrieb von zwei oder mehr Radsätzen verbindet eine Kuppelstange die Kurbelzapfen der Räder so miteinander, dass die Antriebskraft auf alle Achsen gleichzeitig übertragen wird. Abgesehen von den sogenannten Getriebelokomotiven und Lokomotiven mit Einzelachsantrieb über Dampfmotoren an jedem Antriebsradsatz kamen bei Dampflokomotiven mit mehreren angetriebenen Radsätzen stets Kuppelstangen zur Anwendung. Die miteinander über diese verbundenen Radsätze wurden Kuppelachse(n) genannt. 
Bei den ersten Konstruktionen von Diesel- und Elektrolokomotiven mit Stangenantrieb wirkte die Antriebsmaschine entweder direkt auf eine Treibachse und von dieser aus über die Kuppelstangen auf die weitere(n) Treibachse(n) (vgl. z. B. Deutz OMZ 122 R) oder aber auf eine Blindwelle, von der aus über (Treib- und) Kuppelstangen die Treibachsen angetrieben werden (z. B. bei den Baureihen V 36, V 60 oder E 63).
Kuppelstangen fanden auch bei einigen Triebwagen (z. B. verschiedenen VT 137) Verwendung.

## Verbindungselement

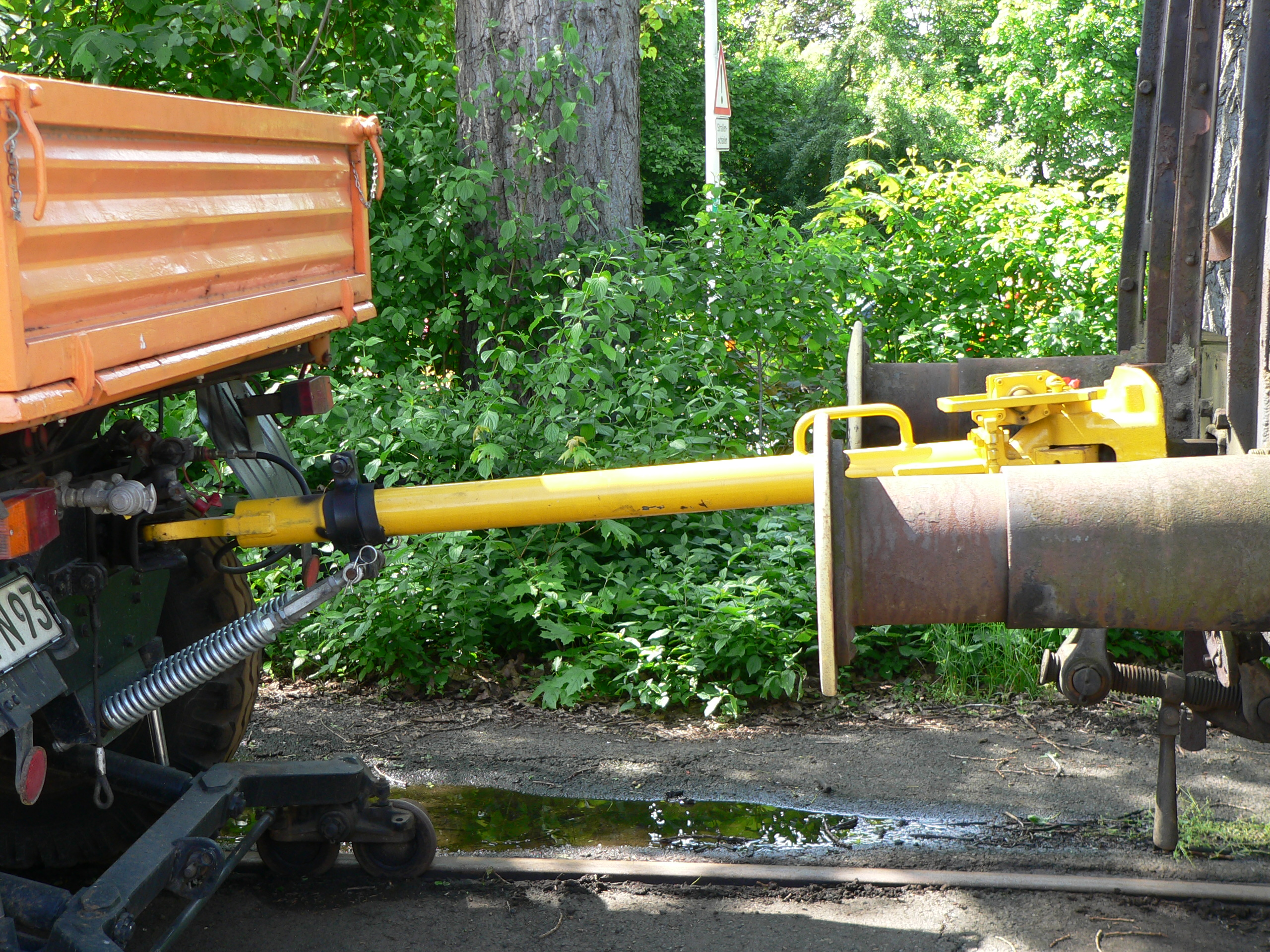
Kuppelstange zwischen einem Unimog 406 und einem Güterwagen

Kuppelstange bezeichnet außerdem eine Hilfsverbindung von Eisenbahnfahrzeugen in Fällen, bei denen die vorhandenen Kupplungen nicht verwendet werden können. Ähnliche Funktion erfüllt die Abschleppstange bei Automobilen oder anderen Fahrzeugen, die jedoch nur im Havariefall eingesetzt wird. Beispielsweise wird in folgenden Fällen eine Kuppelstange verwendet:
- Zur Verbindung zwischen Nebenfahrzeugen oder zwischen Neben- und Regelfahrzeugen.
- Als Verbindung zwischen beladenen Rollwagen oder Rollböcken sowie zwischen Rollfahrzeugen und anderen Schmalspurwagen oder -Lokomotiven.
- Beim Rangieren von einzelnen Schlepptendern ohne Regelkupplung.